# Drosophila prolongata
Drosophila prolongata är en tvåvingeart som beskrevs av Singh och Gupta 1977. Drosophila prolongata ingår i släktet Drosophila och familjen daggflugor.
Artens utbredningsområde är Indien.